# Esqui alpino nos Jogos Olímpicos de Inverno de 2010 - Downhill masculino
O downhill masculino nos Jogos Olímpicos de Inverno de 2010 foi disputado no Whistler Creekside em 15 de fevereiro de 2010.

## Medalhistas
| Ouro   | SUI Didier Défago      |
| Prata  | NOR Aksel Lund Svindal |
| Bronze | USA Bode Miller        |

## Resultados
| Pos.              | Nº | Atleta                             | Tempo   | Diferença |
| ----------------- | -- | ---------------------------------- | ------- | --------- |
| Medalha de ouro   | 18 | SUI Didier Défago                  | 1:54.31 | 0.00      |
| Medalha de prata  | 16 | NOR Aksel Lund Svindal             | 1:54.38 | +0.07     |
| Medalha de bronze | 8  | USA Bode Miller                    | 1:54.40 | +0.09     |
| 4                 | 15 | AUT Mario Scheiber                 | 1:54.52 | +0.21     |
| 5                 | 9  | CAN Erik Guay                      | 1:54.64 | +0.33     |
| 6                 | 22 | SUI Didier Cuche                   | 1:54.67 | +0.36     |
| 7                 | 3  | FRA David Poisson                  | 1:54.82 | +0.51     |
| 8                 | 10 | LIE Marco Büchel                   | 1:54.84 | +0.53     |
| 9                 | 13 | AUT Klaus Kröll                    | 1:54.87 | +0.56     |
| 10                | 17 | AUT Michael Walchhofer             | 1:54.88 | +0.57     |
| 11                | 20 | SUI Carlo Janka                    | 1:55.02 | +0.71     |
| 12                | 11 | SWE Hans Olsson                    | 1:55.19 | +0.88     |
| 12                | 21 | ITA Werner Heel                    | 1:55.19 | +0.88     |
| 14                | 33 | SLO Rok Perko                      | 1:55.26 | +0.95     |
| 15                | 25 | ITA Peter Fill                     | 1:55.29 | +0.98     |
| 16                | 26 | FRA Adrien Theaux                  | 1:55.40 | +1.09     |
| 17                | 19 | CAN Manuel Osborne-Paradis         | 1:55.44 | +1.13     |
| 18                | 30 | CRO Ivica Kostelić                 | 1:55.49 | +1.18     |
| 19                | 24 | ITA Christof Innerhofer            | 1:55.58 | +1.27     |
| 20                | 6  | USA Steven Nyman                   | 1:55.71 | +1.40     |
| 21                | 4  | USA Andrew Weibrecht               | 1:55.74 | +1.43     |
| 22                | 2  | AUT Hans Grugger                   | 1:55.81 | +1.50     |
| 23                | 14 | SUI Ambrosi Hoffmann               | 1:56.04 | +1.73     |
| 24                | 32 | GER Stephan Keppler                | 1:56.11 | +1.80     |
| 25                | 31 | CAN Jan Hudec                      | 1:56.19 | +1.88     |
| 26                | 34 | FRA Guillermo Fayed                | 1:56.20 | +1.89     |
| 27                | 28 | FRA Johan Clarey                   | 1:56.29 | +1.98     |
| 28                | 12 | SLO Andrej Jerman                  | 1:56.35 | +2.04     |
| 29                | 1  | SWE Patrik Järbyn                  | 1:56.58 | +2.27     |
| 30                | 38 | CZE Ondřej Bank                    | 1:56.66 | +2.35     |
| 31                | 36 | NOR Kjetil Jansrud                 | 1:56.69 | +2.38     |
| 31                | 42 | NOR Lars Elton Myhre               | 1:56.69 | +2.38     |
| 33                | 5  | CRO Natko Zrnčić-Dim               | 1:57.02 | +2.71     |
| 34                | 39 | AUS Craig Branch                   | 1:57.19 | +2.88     |
| 35                | 29 | ITA Patrick Staudacher             | 1:57.21 | +2.90     |
| 36                | 35 | CZE Petr Záhrobský                 | 1:57.44 | +3.13     |
| 37                | 40 | SLO Andrej Križaj                  | 1:57.72 | +3.41     |
| 38                | 43 | GBR Edward Drake                   | 1:57.91 | +3.60     |
| 38                | 45 | AUS Jono Brauer                    | 1:58.08 | +3.77     |
| 40                | 48 | CZE Kryštof Krýzl                  | 1:58.43 | +4.12     |
| 41                | 52 | CRO Ivan Ratkić                    | 1:58.58 | +4.27     |
| 42                | 37 | FIN Andreas Romar                  | 1:58.71 | +4.40     |
| 43                | 50 | SWE Markus Larsson                 | 1:58.82 | +4.51     |
| 44                | 51 | RUS Alexandr Horoshilov            | 1:59.21 | +4.90     |
| 45                | 41 | ESP Ferrán Terra                   | 1:58.85 | +4.54     |
| 46                | 55 | NOR Truls Ove Karlsen              | 1:59.52 | +5.21     |
| 47                | 54 | AND Kevin Esteve Rigail            | 1:59.61 | +5.30     |
| 48                | 58 | AND Roger Vidosa                   | 1:59.65 | +5.34     |
| 49                | 44 | CHI Maui Gayme                     | 1:59.76 | +5.45     |
| 50                | 46 | KAZ Igor Zakurdaev                 | 1:59.80 | +5.49     |
| 51                | 49 | ESP Paul de la Cuesta              | 1:59.84 | +5.53     |
| 52                | 59 | SVK Jaroslav Babušiak              | 1:59.99 | +5.68     |
| 53                | 56 | DEN Johnny Albertsen               | 2:00.12 | +5.81     |
| 54                | 63 | RUS Stepan Zuev                    | 2:00.58 | +6.27     |
| 55                | 47 | ARG Cristian Javier Simari Birkner | 2:01.67 | +7.36     |
| 56                | 61 | CHI Jorge Mandrú                   | 2:01.72 | +7.41     |
| 57                | 53 | CZE Filip Trejbal                  | 2:02.57 | +8.26     |
| 58                | 57 | LAT Roberts Rode                   | 2:03.36 | +9.05     |
| 59                | 64 | TJK Andrei Drygin                  | 2:04.44 | +10.13    |
| 60                | 27 | USA Marco Sullivan                 | 2:07.76 | +13.45    |
| 99 !              | 7  | SLO Andrej Šporn                   | DNF     | -         |
| 99 !              | 23 | CAN Robbie Dixon                   | DNF     | -         |
| 99 !              | 60 | ROU Dragoş Staicu                  | DNF     | -         |
| 99 !              | 62 | BUL Stefaa Georgiev                | DNF     | -         |

Legenda
| Recorde mundial      | Recorde mundial (World record)               |                       | Recorde africano                      | Recorde africano (African) |                                           | Q | Classificado por posição (Qualified) |
| Recorde olímpico     | Recorde olímpico (Olympic record)            | Recorde da América    | Recorde da América (Americas)         | q                          | Classificado por melhor tempo (Qualified) |   |                                      |
| Melhor marca do ano  | Melhor marca do ano (World leading)          | Recorde asiático      | Recorde asiático (Asian)              | DNS                        | Não largou (Did not start)                |   |                                      |
| Recorde nacional     | Recorde nacional (National record)           | Recorde europeu       | Recorde europeu (European)            | DNF                        | Não terminou (Did not finish)             |   |                                      |
| Recorde pessoal      | Recorde pessoal do atleta (Personal best)    | Recorde da Oceania    | Recorde da Oceania (Oceania)          | DSQ / DQ                   | Desclassificado (Disqualified)            |   |                                      |
| Recorde da temporada | Recorde da temporada do atleta (Season best) | Recorde sul-americano | Recorde sul-americano (South America) | NM                         | Sem marca (No mark)                       |   |                                      |